# Хирш, Макс
Макс Хирш (нем. Max Hirsch; 1832—1905) — германский экономист, публицист, издатель, книготорговец, либеральный политик и общественный деятель.

## Биография
Макс Хирш родился 30 декабря 1832 года в городе Хальберштадте в еврейской семье. Учился в Берлинском, Гейдельбергском и Тюбингенском университетах и, получив степень доктора экономики, отправился во Францию и Северную Африку для изучения экономической жизни этих стран.
После своего возвращения в Германию он в 1861 году основал во Франкфурте-на-Майне промышленные рабочие союзы («Deutsche (Hirsch-Dunckersche) Gewerkvereine»), и занялся в их среде широкой агитацией в пользу образования политической рабочей партии, которая поддерживала бы прогрессистов в их борьбе с реакционерами.
Изучив тред-юнионы в Англии, Хирш с 1864 года стал агитировать за перенесение тред-юнионизма на германскую почву и выступил ярым противником Лассаля и социал-демократов, организуя чисто рабочие союзы, получившие название «гирш-дункеровские промышленные союзы». Стоя во главе этих союзов, он в течение нескольких десятков лет развивал широкую агитаторскую деятельность. На публичных собраниях и в печати ему приходилось выдерживать сильный натиск со стороны социал-демократов, деятельность которых тормозилась гирш-дункеровскими союзами.
Избранный в Рейхстаг Северогерманского союза в 1869 году, М. Хирш позднее трижды избирался в Рейхстаг Германской империи в 1877, 1881 и 1890 годах, сначала от Прогрессистской партии, а затем от Партии свободомыслящих. Все эти годы Хирш состоял председателем почти всех парламентских комиссий, рассматривавших рабочий и социальный вопросы.
В 1893 году Макс Хирш в связи с ростом антисемитизма был забаллотирован; в 1898 году он прошёл от Берлина в Прусскую палату от представителей Народной партии свободомыслящих, где играл весьма видную роль в качестве одного из лидеров оппозиции.
Благодаря ему в 1878 году в столице Германии была устроена Академия имени Гумбольдта, во главе которой стоял сам Хирш.
Пepy Хирша принадлежит ряд брошюр и книг, посвященных вопросам ο профессиональных союзах, ο кассах взаимопомощи, ο страховании и т. д. Хирш считался выдающимся специалистом своего времени по вопросам, связанным с социальным законодательством.
Макс Хирш умер 26 июня 1905 года в Бад-Хомбурге.

## Сочинения
- Народные университеты : Их задачи, орг., развитие, пропаганда / Макс Гирш, ген. секр. Гумбольдт. акад. в Берлине. Пер. с нем. Н. Сперанский. — М., 1907. — 47 с.
- Макс Гирш Здоровье и профессиональная заболеваемость женщины в свете социальной гигиены / Пер. с нем. Л. С. Сыркина, под ред., с предисл., доп. гл. и указателем литературы С. И. Каплуна. — 2-е рус. изд. (пересм. и доп.). — М. : Вопросы труда, 1926. — 240 с. : табл.